# Mattel Aquarius
De Aquarius is een homecomputer ontworpen door Radofin en uitgebracht door Mattel in 1983. Het heeft een Zilog Z80 CPU, een rubberen toetsenbord, 4KB RAM-geheugen en een subset van Microsoft BASIC in de ROM. De machine wordt op een televisietoestel aangesloten en gebruikt een cassetterecorder voor de opslag van gegevens. Een beperkt aantal randapparatuur, zoals een 40-kolom thermische printer, een 4-kleuren printer/plotter en een 300 baud modem, waren uitgebracht voor de eenheid.

## Geschiedenis

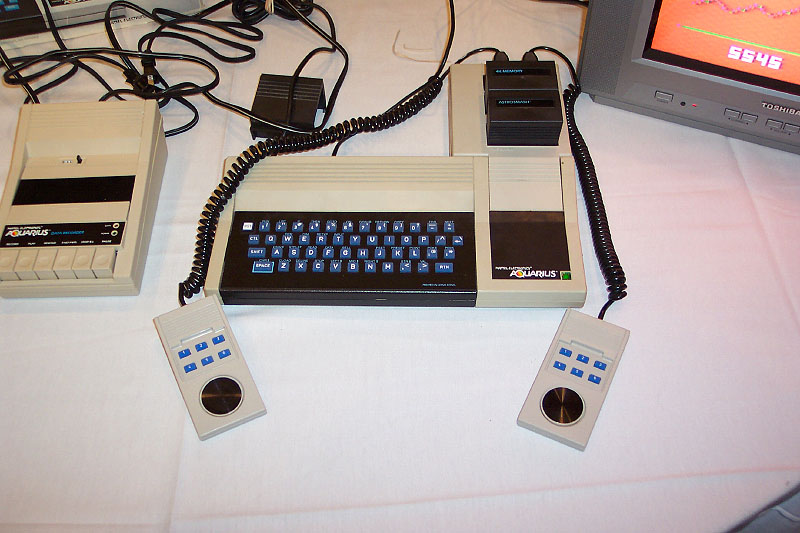
De Aquarius met mini-expander plus 4KB RAM-uitbreiding en gamecartridge, controllers, en Data Recorder

Om te kunnen concurreren op de homecomputermarkt richtte Mattel zich tot Radofin, de in Hongkong gevestigde fabrikant van hun Intellivision consoles. Radofin had al een homecomputerlijn, bestaande uit drie verschillende computers, op de plank liggen en Mattel nam meteen de verkooprechten voor de eerste twee computers over. Intern waren deze systemen bekend als “Checkers” en “Chess”. De Aquarius werd aangekondigd in 1982 en uiteindelijk uitgebracht in juni 1983. De productie werd vier maanden later al gestaakt door de slechte verkopen vanwege de neergang van de homecomputermarkt en Mattel betaalde Radofin om de handelsrechten terug te nemen.
De mini-expander kon als extra randapparatuur bij de Aquarius worden aangeschaft. Met dit apparaat krijgt de computer een tweede cartridgepoort, twee handcontrollers en drie extra geluidskanalen. Andere vaak voorkomende randapparatuur zijn de datarecorder, 40 koloms thermische printer, 4KB en 16KB RAM-cartridges. Minder bekend waren de 32KB RAM-cartridge, vierkleurenprinter/plotter, de Quick Diskdrive en de 300 baud cartridgemodem.
Hoewel goedkoper dan de Texas Instruments TI-99/4A en de Commodore VIC-20, de graphics en het geheugen van de Aquarius waren meer beperkt. Intern noemden de programmeurs van Mattel de computer "het systeem voor de jaren zeventig". Van de 32 softwaretitels die Mattel aankondigde voor de eenheid werden 21 vrijgegeven. Het merendeel van de vrijgegeven titels is omgezet van Mattels Intellivision gameconsole, maar omdat de Aquarius geen programmeerbare graphics had,was het spelgevoel op de minder dure spelconsole beter.

## Aquarius II
Kort na de lancering van de Aquarius kondigde Mattel plannen voor een tweede homecomputer, de Aquarius II. Nadat Mattel zich terugtrok uit de hardwaremarkt werd de Aquarius II door Radofin gelanceerd in 1984. Het systeem was vrijwel identiek aan zijn voorganger met uitzondering van een mechanisch toetsenbord van 49 toetsen, maar werd nooit een commercieel succes.

## Technische specificaties
- CPU: Zilog Z-80, 3.5 MHz
- Geheugen: 4K RAM, uitbreidbaar tot 36K RAM; 8K ROM
- Toetsenbord: 48-key rubber
- Uitvoer: 40x25 text, 80x72 graphics, 16 kleuren
- Geluid: Eén kanaal, uitbreidbaar met drie extra kanalen
- Uitgangen: Televisie, cartridge / uitbreiding, datarecorder, printer